# Antônio Carlos Biscaia
Antônio Carlos Silva Biscaia GOMM (Curitiba, 3 de junho de 1942) é um professor, advogado, criminalista, escritor e político brasileiro filiado ao Partido dos Trabalhadores (PT). Foi deputado federal em três ocasiões entre 1999 e 2010. Biscaia foi Promotor de Justiça, promovido ao cargo de Procurador de Justiça, do Estado do Rio de Janeiro.

## Biografia
Antônio era um procurador do Estado à época da prisão de Castor de Andrade. Eleito deputado federal em 2002, foi o presidente da CPI dos Sanguessugas em 2006. Foi também secretário nacional de Segurança Pública em 2007.
Em 2005, foi admitido pelo presidente Luiz Inácio Lula da Silva à Ordem do Mérito Militar no grau de Grande-Oficial especial.
Em 2006 Antônio não se reelegeu ficando na primeira suplência, mas em 2008, com a licença de Edson Santos, que foi empossado como ministro da Secretaria Especial de Políticas de Promoção da Igualdade Racial, voltou a ocupar uma cadeira no Legislativo federal. Em 16 de abril de 2009, durante depoimento de Daniel Dantas à CPI dos Grampos, defendeu o trabalho da Polícia Federal e do Ministério Público durante a Operação Satiagraha. Em 20 de abril, assinou, ao lado de parlamentares como Eduardo Suplicy, Wellington Salgado de Oliveira e Inácio Arruda, um manifesto contra o afastamento do juiz Fausto De Sanctis, que ordenou a prisão de Dantas. Em 2010 candidatou-se novamente a deputado federal sem sucesso.